# راتشيل سمول
راتشيل سمول (بالإنجليزية: Rachael Small)‏ (20 ديسمبر 1991 في المملكة المتحدة - ) هي لاعبة كرة قدم بريطانية في مركز الدفاع. شاركت مع منتخب اسكتلندا لكرة القدم للسيدات. أما مع النوادي، فقد لعبت مع Aberdeen F.C. Women ‏ وForfar Farmington F.C. ‏.

## وصلات خارجية
- راتشيل سمول على موقع الاتحاد الأوربي (الإنجليزية)
- راتشيل سمول على موقع الاتحاد الإسكتلندي (الإنجليزية)
- راتشيل سمول على موقع قاعدة بيانات كرة القدم.إي يو (الإنجليزية)
- راتشيل سمول على موقع Soccerway.com (الإنجليزية)